# بيفميسيلينام
بيفميسيللينام pivmecillinam  أو أمدينوسيللين بيفوكسيل amdinocillin pivoxil هو بيفميسيلينام هيدروكلوريد.INN وهو طليعة دواء فعالة فموياً للمركب ميسيللينام.
الزمرة الدوائية مضاد حيوي من زمرة البنسلينات

## الاستعمال الطبي
علاج الإنتانات الناجمة عن الجراثيم سلبية الغرام المتحسسة له.
.

## الحرائك الدوائية
- التوافر الحيوي: منخفض
- الارتباط البرتيني: 5-10%
- الاستقلاب:يهدرج لميسيللينام
- العمر النصفي: 1-3 ساعات
- الإطراح: عبر الكلية والصفراء، غير متبدل غالباً.

## الآثار الجانبية
نفس الآثار الجانبية للبنسلينات، وتشمل طفح واضطرابات هضمية (غثيان، إقياء)
إن طلائع الأدوية التي تحرر حمض البيفاليك عندما تنفصل في الجسم (كالـبيفامبيسيلين والسيفديتورين وهذا المركب) عرفت باستنزافها للكارنيتين، وهذا ليس بسبب الدواء بحد ذاته وإنما بسبب البيفالات التي تطرح من الجسم عن طريق اقترانها بالكارنيتين، وحتى الاستعمال القصير لهذه الدوة يسبب انخفاض في مستوى الكارنيتين في الدم، وهذا لا يعد ذا أهمية سريرية. أما الاستخدام الطويل فيسبب مشكلة هو غير مستحسن.

## الجرعة
البالغين (فموي): 200-400 ملغ 3مرات يومياً.

## طرق الإعطاء
فموي

## المستحضرات الصيدلانية
- أقراص: 200ملغ.